# Mons (Gard)
Mons település Franciaországban, Gard megyében. Lakosainak száma 1789 fő (2022. január 1.). Mons Méjannes-lès-Alès, Monteils, Les Plans, Saint-Just-et-Vacquières, Saint-Privat-des-Vieux, Salindres és Servas községekkel határos.

## Népesség
A település népességének változása:
| Lakosok száma | 513  | 1040 | 1387 | 1426 | 1567 | 1637 | 1677 | 1725 | 1760 | 1789 |
|               | 1968 | 1982 | 1990 | 2006 | 2013 | 2015 | 2017 | 2019 | 2020 | 2022 |